# Heinrich Karl von Bibra
Heinrich Karl Siegmund von Bibra (Bibra, 10 febbraio 1666 – Forchheim, 11 gennaio 1734) è stato un generale austriaco, feldmaresciallo distintosi durante la Guerra di successione spagnola.

## Biografia

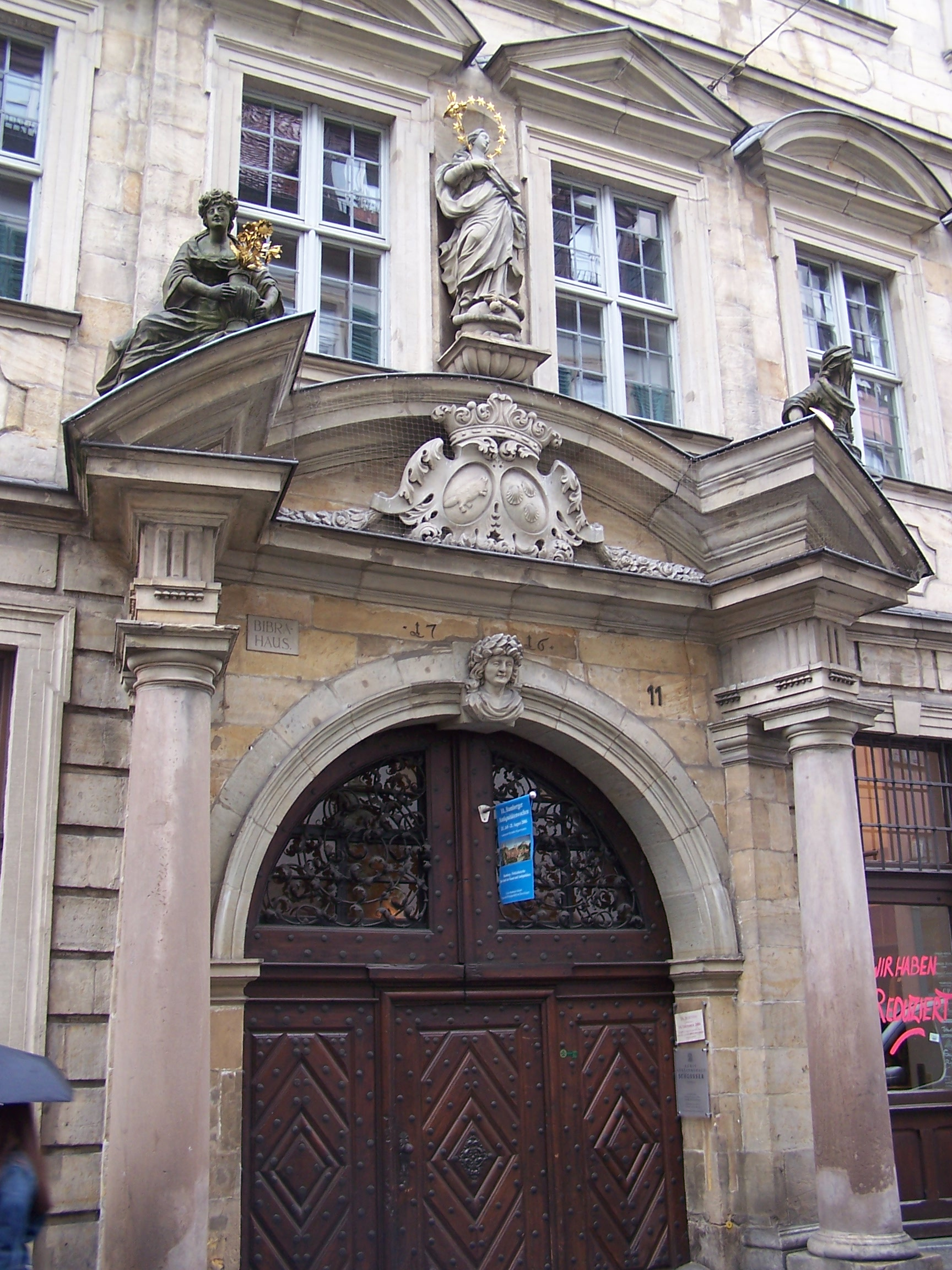
La facciata del Bibra-Palais di Bamberga col doppio stemma Bibra-Eyb

Heinrich Karl von Bibra nacque in seno alla nobile famiglia turingo-francone dei von Bibra. Sposò Maria Johanna Theresia von Eyb (1684–1771). Sua moglie era nipote del principe-vescovo di Eichstatt, Johann Martin von Eyb (1630–1704) e zia del vescovo ausiliare di Frisinga, Franz Ignaz Albert von Werdenstein (1697–1766). Suo figlio sarà il principe-vescovo di Fulda, Heinrich von Bibra.
Heinrich Karl e i suoi tre fratelli, ancora viventi nel 1698, tra cui Georg Friedrich, Christoph Erhard e Johann Ernst, ricevettero tutti dall'imperatore il diploma ereditario di barone imperiale.
Impegnatosi nella carriera militare, Heinrich Karl fu al servizio degli olandesi, passando poi in Franconia sotto il margravio Cristiano Enrico di Brandeburgo-Kulmbach, passando poi al servizio del principe-vescovo di Bamberga, Lothar Franz von Schönborn. Combatté per i margravi di Ansbach nella guerra di successione spagnola, venendo inizialmente inserito nel reggimento di cavalleria di Franconia inizialmente sotto la guida del generale Christoph Wilhelm von Aufseß e poi ottenendone personalmente il comando dal 1704, rimanendo in carica sino al 1733.
Nel 1714 von Bibra acquistò quello che oggi è conosciuto come il Bibra-Palais (chiamato anche Bibra-Haus) a Bamberga e lo ampliò sotto la direzione dell'architetto Johann Dientzenhofer. Sopra il portale d'ingresso del palazzo, ancora oggi, si trova un doppio stemma della famiglia Bibra e della famiglia Eyb. Al servizio del vescovo di Bamberga, von Bibra ricoprì numerosi incarichi civili all'interno della diocesi. Nel 1711 venne nominato consigliere di gabinetto consigliere, nel 1715-1717 fu balivo anziano e, infine, nel 1717 divenne capitano e comandante della fortezza di Forchheim, in Baviera, ove morì nel 1734.